# Macassar (Kapstadt)
Macassar ist ein Stadtteil der südafrikanischen Stadt Kapstadt. Er liegt im Südosten der Metropolgemeinde City of Cape Town. 

## Geographie
Macassar liegt nahe der False Bay und unweit der Mündung des Eerste River in diese Bucht.
Macassar hatte 33.225 Einwohner (Stand 2011) in 7463 Haushalten. Der Stadtteil wird überwiegend von Coloureds bewohnt, die Afrikaans sprechen. Am 24. Dezember 1964 wurde hier ein Coloured group area proklamiert, womit ein Township für diese Bevölkerungsgruppe entstand. Seine Bewohner arbeiteten früher hauptsächlich in der Fischerei und im Bootsbau.
Das Macassar Dunes Nature Reserve im Baden Powell Drive nahe dem Stadtteil ist Teil des Küstendünen-Systems, das für die Biodiversität der Westkapregion bedeutend ist.
| Khayelitsha | Faure                                       | Firgrove                                              |
| Sandvlei    | Kompassrose, die auf Nachbargemeinden zeigt | Helderberg, Somerset West                             |
| False Bay   | False Bay                                   | Rheinmetall-Denel, Helderzicht, Strand, Somerset West |

## Geschichte
Die Kramat (der Schrein) von Scheikh Yusuf aus dem Sultanat von Gowa im heutigen Makassar in Indonesien ist eine der heiligen Stätten der südafrikanischen muslimischen Gemeinschaft. Der 1694 von den Holländern nach Kapstadt verbannte Scheikh fand dort seinen letzten Wohnort und nannte ihn nach seinem Geburtsort Macassar. Er gilt als Gründer der muslimischen Gemeinschaften in der Kapregion.

## Wirtschaft
Unmittelbar nebenan befindet sich das ausgedehnte Werksgelände von Rheinmetall Denel Munition – Somerset West. Am 16. Dezember 1995 kam es in einem Lager der Firma African Explosives and Chemical Industries (AECI) zu einem Großbrand, bei der 15.000 Tonnen Schwefeldioxid freigesetzt wurden. Der aus Richtung Südosten wehende Wind trieb dieses Gas nach Macassar. Die Bevölkerung musste evakuiert werden. Zahlreichen Menschen erlitten Gesundheitsschäden und zwei starben an den Folgen. Die verbreiteten Folgen waren Asthma, andere Atemwegserkrankungen sowie Allergien.
Im Jahre 1964 begann man hier eine touristische Infrastruktur zu entwickeln. Das Projekt wurde mit dem Namen Macassar Beach bekannt. Im Jahre 1991 errichtete ein Investor den Macassar Beach Pavilion (deutsch: Macassar-Strandpavillon). Das Projekt musste aus Naturschutzgründen aufgegeben werden. Die von Wanderdünen teilweise bedeckten baulichen Reste liegen heute im Macassar Dunes Nature Reserve. Trotzdem gibt es hier Bademöglichkeiten mit entsprechender Infrastruktur.